# Világok őre (film)
A Világok őre (eredeti cím: Черновик – Csernovik) 2018-ban bemutatott orosz film, amelyet Szergej Mokrickij rendezett. A film Szergej Vasziljevics Lukjanyenko azonos című regényén alapul. 
A forgatókönyvet Szergej Vasziljevics Lukjanyenko|Szergej Lukjanyenko, Makszim Budarin, Szergej Artimovics, Gyenisz Kurisev, Szergej Mokrickij, Olga Sobenyina és Jelena Didevics írta. A producerei Natalja Mokrickaja, Uljana Szaveleva, Mila Rozanova, Jekatyerina Mcituridze és Irina Ljubarszkaja. A főszerepekben Nyikita Volkov, Julija Pereszild, Jevgenyij Ciganov, Jevgenyij Tkacsuk és Olga Borovszkaja láthatók. A film zeneszerzője Kirill Richter. A film gyártója a New People Film Company, forgalmazója a Columbia Pictures. Témáját tekintve fantasy. 
Oroszországban 2018. május 25-én mutatták be a mozikban.

## Cselekmény
|  | Alább a cselekmény részletei következnek! |

Kirill, az átlagos moszkvai fiatalember egy napon elveszti mindenét. Főnöke, barátai, rokonai de még saját kutyája is elfejti őt, iratai pedig a felismerhetetlenségig elkopnak. Nem is beszélve arról, hogy abban a lakásban, melyben már három éve él, egy idegen nő lakik. A kilátástalan helyzetből egy telefonhívás húzza ki. A telefonáló vámtisztviselői munkát ad neki, mely abból áll, hogy egy világok közötti átjárót kell őriznie, a vámdíjat pedig megtarthatja. Új munkájához új képességek járnak: emberfeletti erőre tesz szert, sebei gyorsan regenerálódnak a betegségek pedig elkerülik őket. Egyetlen hátránya ennek az erőnek, hogy nem távolodhatnak el néhány kilométernél messzebb az állomáshelyüktől. A későbbiekben Kirill egy összeesküvés nyomaira bukkan, és a világokról is kiderül, hogy nem mindegyik az, aminek látszik.
|  | Itt a vége a cselekmény részletezésének! |

## Szereplők
| Szereplő | Színész                  | Magyar hang         |
| --- | ------------------------ | ------------------- |
| Kirill | Nyikita Volkov           | Király Dániel       |
| Kótya | Jevgenyik Tkacsuk        | Vizi Dávid          |
| Ánya | Olga Borovszkaja         | Rujder Vivien       |
| Rosa | Julija Pereszild         | Kovács Patrícia     |
| Renáta | Szeverija Janusauszkajte | Ligeti Kovács Judit |
| Anton | Jevgenyij Ciganov        | Crespo Rodrigo      |
| Kirill anyja | Jelena Jakovleva         | Tóth Enikő          |
| Kirill apja | Andrej Rudenszkij        | Tarján Péter        |
| Felix | Andrej Merzlikin         | Debreczeny Csaba    |
| Kirill Alexandrovics                                                                                                 | Nyikita Taraszov         | Hamvas Dániel       |
| Vaszilisza | Irina Gyedmidkina        | Kocsis Mariann      |
| További magyar hangok                                                                                                |                          |                     |
| Dózsa Zoltán, Epres Attila, Kapácsy Miklós, Baráth István, Kossuth Gábor, Incze Ildikó, Suhajda Dániel, Mohácsi Nóra |                          |                     |